# Siphocampylus lauroanus
Siphocampylus lauroanus är en klockväxtart som beskrevs av Osvaldo Handro och M.Kuhlm. Siphocampylus lauroanus ingår i släktet Siphocampylus och familjen klockväxter. Inga underarter finns listade i Catalogue of Life.